# Bazilika svatého Eustacha
Bazilika svatého Eustacha (ital. Basilica di Sant'Eustachio) je kostel v Římě, postavený v 8. století a zasvěcený stejnojmennému světci Eustachu Římskému ve čtvrti Sant'Eustachio. Požívá titul bazilika minor.

## Historie
V některých dokumentech z 10. a 11. století se kostel nazývá in platana, což podle staré tradice odkazuje na platan zasazený v zahradě domu mučedníka Eustacha, na němž prý císař Konstantin I. nechal postavit první oratoř právě na místě, kde byl světec umučen. Kostel se připomíná také jmény ad Pantheon in regione nona a iuxta templum Agrippae.
První písemná zmínka o kostele pochází z roku 795, z doby pontifikátu papeže Lva III., a připomíná se jako starořímské jáhenství (středisko péče o chudé). Starobylá budova byla kompletně přestavěna a rozšířena v letech 1195-1196 za papeže Celestýna III., kdy byla přistavěna románská zvonice, která zůstala zachována až do 21. století. Na pamětní desce v sakristii je záznam o vysvěcení kostela v roce 1196. Listina z roku 1406 dokládá existenci portiku a křížové chodby, do níž byly situovány pokoje kanovníků. V 16. století to bylo jedno z oblíbených modlitebních míst sv. Filipa Neriho. V 17. až 18. století byl kostel kompletně přestavěn, přičemž byly zbořeny všechny středověké stavby (kromě zvonice) a přestavěn podle tehdejšího vkusu: architekty přestavby byli Cesare Corvara, který řídil práce v letech 1701–1703; Giovan Battista Contini, který přistavěl kaple a portikus; Antonio Canevari, Nicola Salvi a Giovanni Domenico Navone dokončili dílo přistavěním apsidy a transeptu. Jeho rekonstrukce byla nutná kvůli záplavám na Tibeře a nadměrné vlhkosti, které podkopaly jeho základy. V průběhu 19. a 20. století byly prováděny další úpravy, které měly stavby nejen zachovat, ale také zkrášlit.
Bazilika je titulárním kostelem kardinála jáhna u Sant'Eustachio.

## Popis

### Exteriér

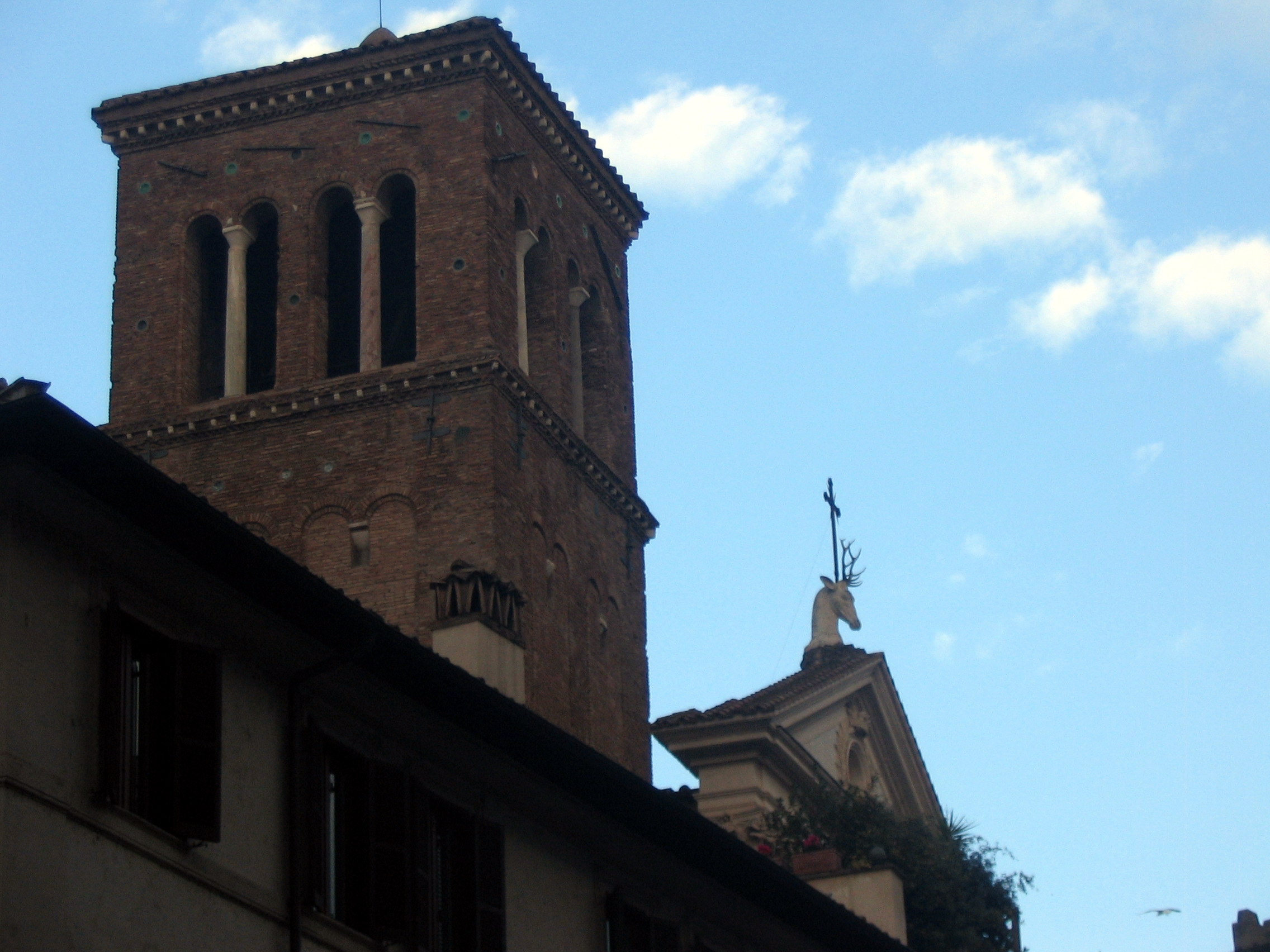
Hlava jelena umístěná na vrcholu fasády

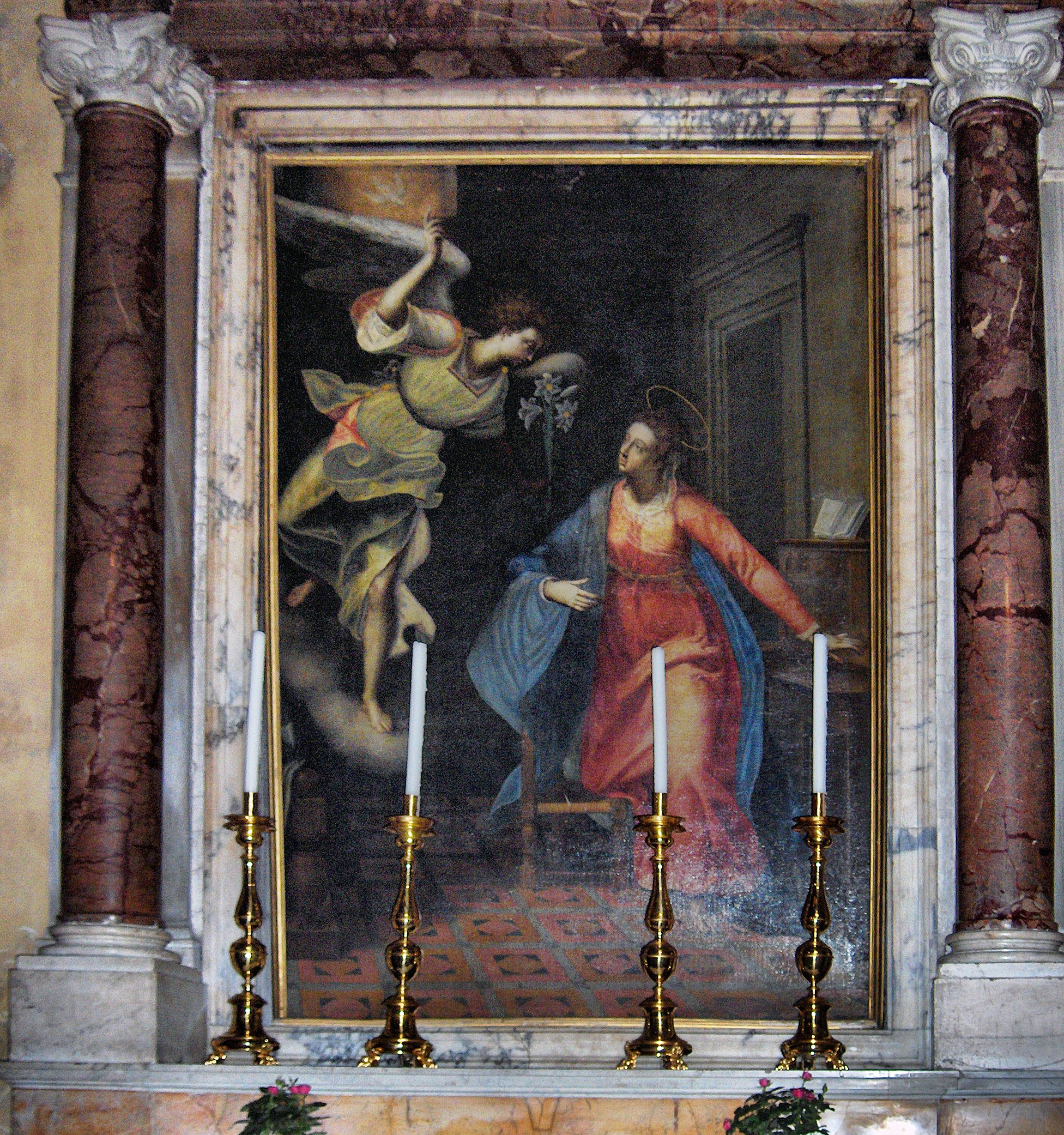
Zvěstování od Ottavia Lioniho

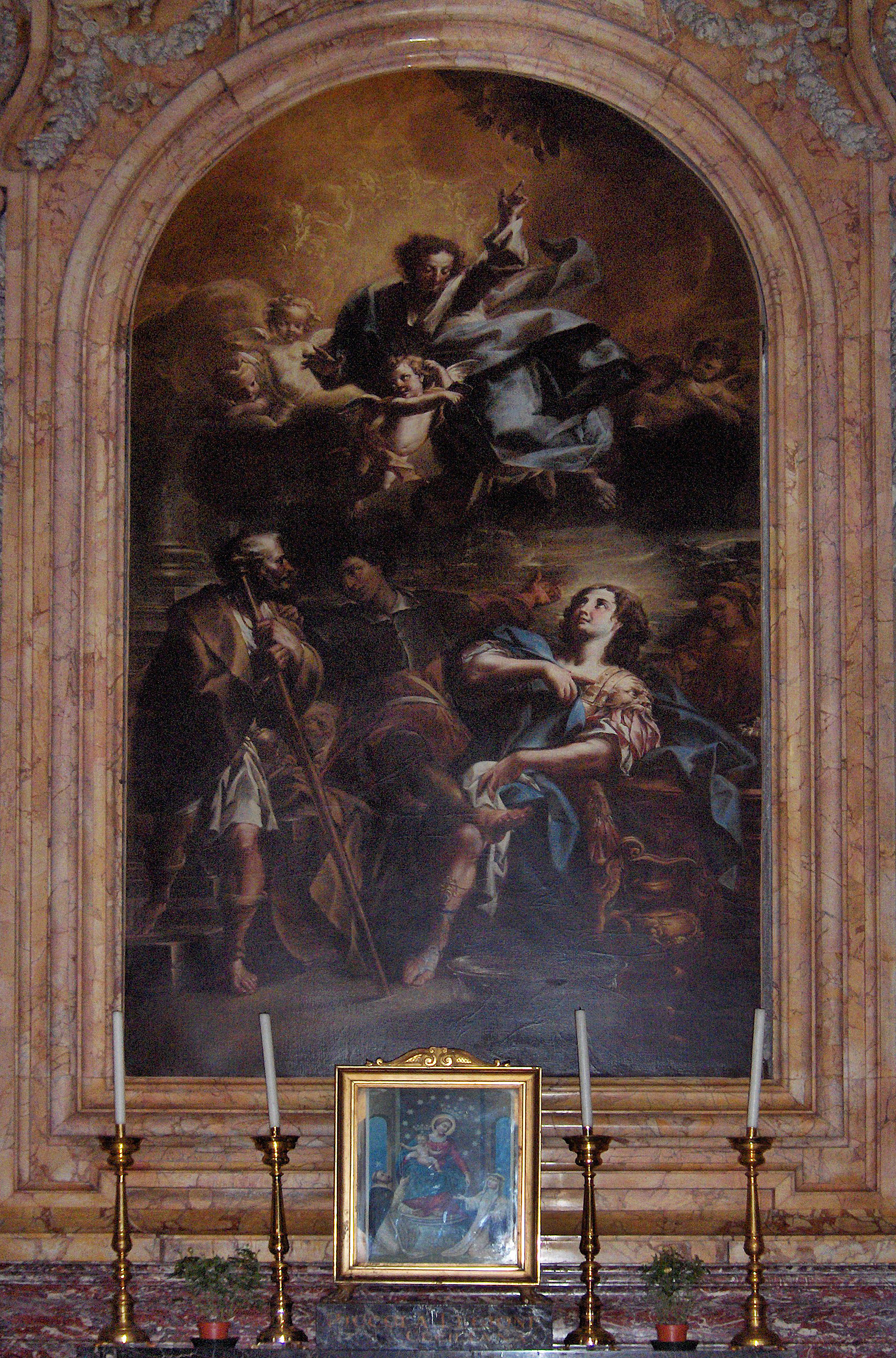
sv. Julián Špitálník od Biagia Pucciniho

Fasáda je dílem Cesare Corvary. Má dvě řady, z nichž horní je odsazena od dolní. Ta je označena čtyřmi pilastry a dvěma sloupy, které se otevírají do portiku. Na pravé straně je pamětní deska připomínající záplavy Tibery v roce 1495, jejíž vody dosáhly až k bazilice. Horní řada je vyznačena čtyřmi pilastry, které rozdělují velké okno a dvě niky zdobené mušlemi. Fasádu doplňuje tympanon s okulárem obklopeným palmovými ratolestmi a zakončeným korunou. V horní části fasády je jelení hlava s křížem mezi parohy. Jelen odkazuje na zbraň rodiny Maffeyů, která přispěla na rekonstrukci velkým darem, a váže se k legendě o vidění, jehož byl svatý Eustach svědkem při lovu a které vedlo k jeho obrácení ke křesťanství. Rodina Maffeyů žila v honosném paláci na Via della Pigna, nedaleko kostela svatého Eustacha.
Vedle kostela se nachází středověká zvonice (z roku 1196), která je částečně zakryta vedle postavenými domy. Aby byla zajištěna jeho stabilita, byla v minulosti všechna sloupová okna zazděna, s výjimkou oken horního řádu.
Před vstupem do kostela se nachází portikus, který je dílem Continiho. V portiku je zazděno několik nápisů a památníků, včetně těch na památku kardinála Neriho Corsiniho, římského básníka Filippa Chiappiniho, dramatika a básníka Giovanniho Girauda, a také pohřební pomníky historika a kriminalisty Filippa Maria Renazziho, filologa Francesca Cecilia a učence a cestovatele Michelangela Mondaniho. Na pravé stěně je obraz Panny Marie (Vergine col Bambino) s dítětem ze 17. století v mramorovém rámu s anděly.

### Interiér

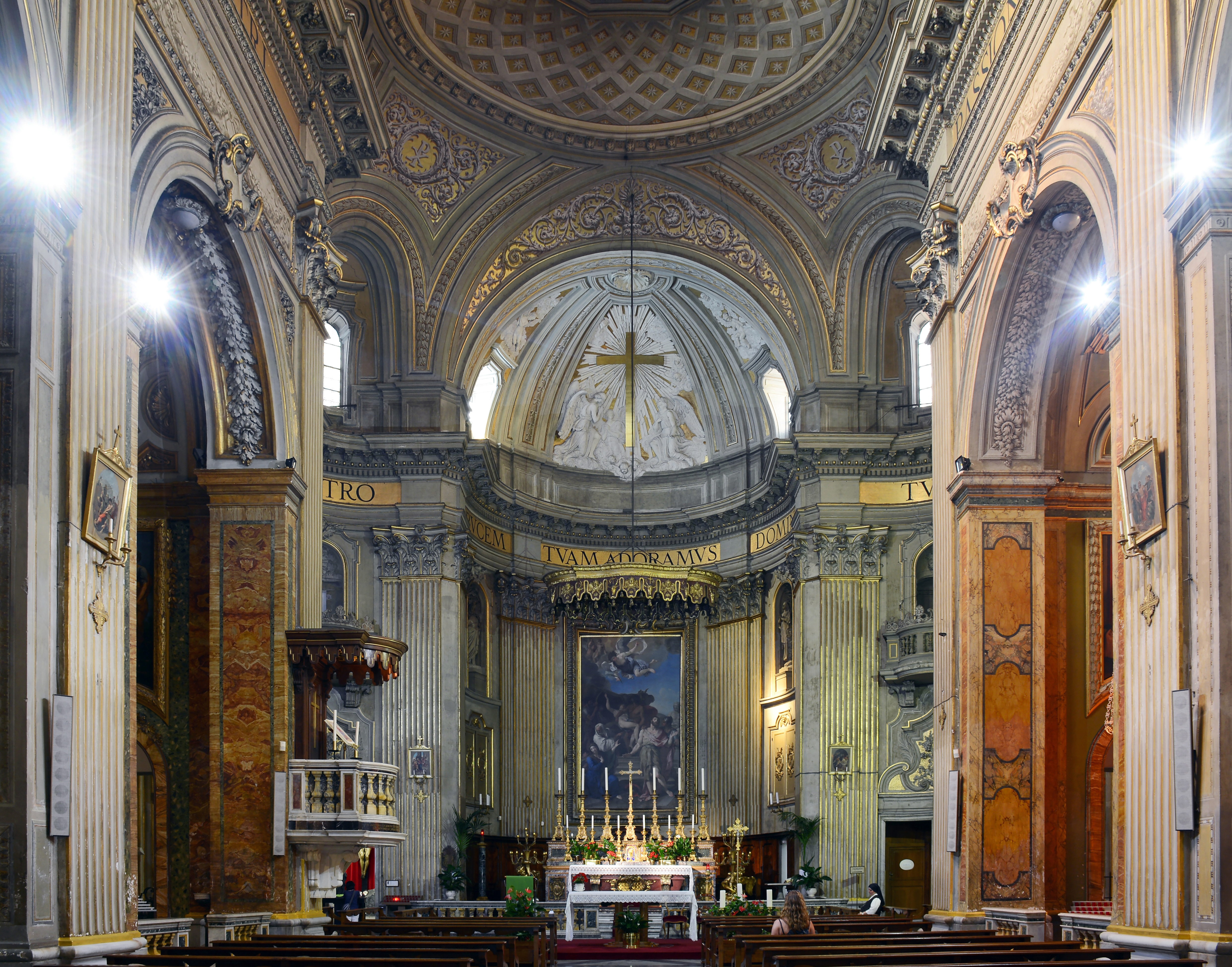
Interiér

Interiér baziliky má půdorys latinského kříže s jednou lodí a třemi propojenými kaplemi na každé straně. Je dílem Cesare Corvary a Antonia Canevariho. Na protilehlé fasádě se nachází vitráž zobrazující kajícnici Magdalénu, kterou v posledním desetiletí 19. století vytvořili Gabriel a Louis Gesta z Toulouse.
Po pravé straně jsou kaple zasvěcené Svaté rodině, Zvěstování a Nejsvětějšímu Srdci Ježíšovu. Na levé straně jsou kaple zasvěcené sv. Juliánovi Špitálníkovi, sv. Michaelu Archandělovi a Neposkvrněnému Srdci Panny Marie. Další kaple (s krucifixem) se nachází po levé straně hlavního oltáře.
Největší kaplí je kaple sv. Michaela Archanděla (San Michele Arcangelo), dílo Alessandra Speroniho z let 1716–1719. Na hlavním oltáři jsou tři plátna od Giovanniho Bigattiho, která zobrazují svatého Michaela Archanděla uprostřed, a sv. Raimonda Nonnata a sv. Františku Římskou po stranách. Na pravé a levé stěně jsou dva pohřební pomníky, Teresy Tognoli Canale (zemřela v roce 1807) a Silvia Cavalleriho, sekretáře papeže Inocence XII, který zemřel v roce 1717.
V ostatních kaplích se nacházejí díla Pietra Gagliardiho, Ottavia Lioniho, Corrada Mezzany (který vyzdobil kapli Nejsvětějšího Srdce Ježíšova – it. Cappella del Sacro Cuore di Gesù), Étienna de La Vallée-Poussina (Útěk do Egypta – it. La fuga in Egitto, 1774), Tommasa Concy, Biagia Pucciniho a dalších.
Po obou stranách jedné lodi zdobí horní část další stejná vitrážová okna s geometrickými motivy. V kapli sv. Juliána Špitálníka, odkud se vstupuje do křtitelnice, se vlevo nachází historizující vitráž zobrazující Ježíšův křest, další je umístěna v kapli Nejsvětějšího Srdce Páně a originálním způsobem znázorňuje sedm darů Ducha svatého a poslední při vstupu, v kapli vpravo, všechny vytvořili Corrado Mezzana a Cesare Picchiarini kolem roku 1936.
V pravém transeptu obrazy od Giacoma Zoboliho z roku 1737. Vlevo svatý Jeroným a uprostřed Setkání Panny Marie s Alžbětou.
Hlavní oltář z bronzu a polychromovaného mramoru, který zhotovil Nicola Salvi v roce 1739, doplnil baldachýn od Ferdinanda Fuga (1749). Oltářní obraz je dílem Francesca Ferdinandiho a zobrazuje Umučení svatého Eustacha. Oltářní mensa spočívá na urně z antického červeného porfyru, která obsahuje ostatky patrona baziliky a členů jeho rodiny.

## Píšťalové varhany

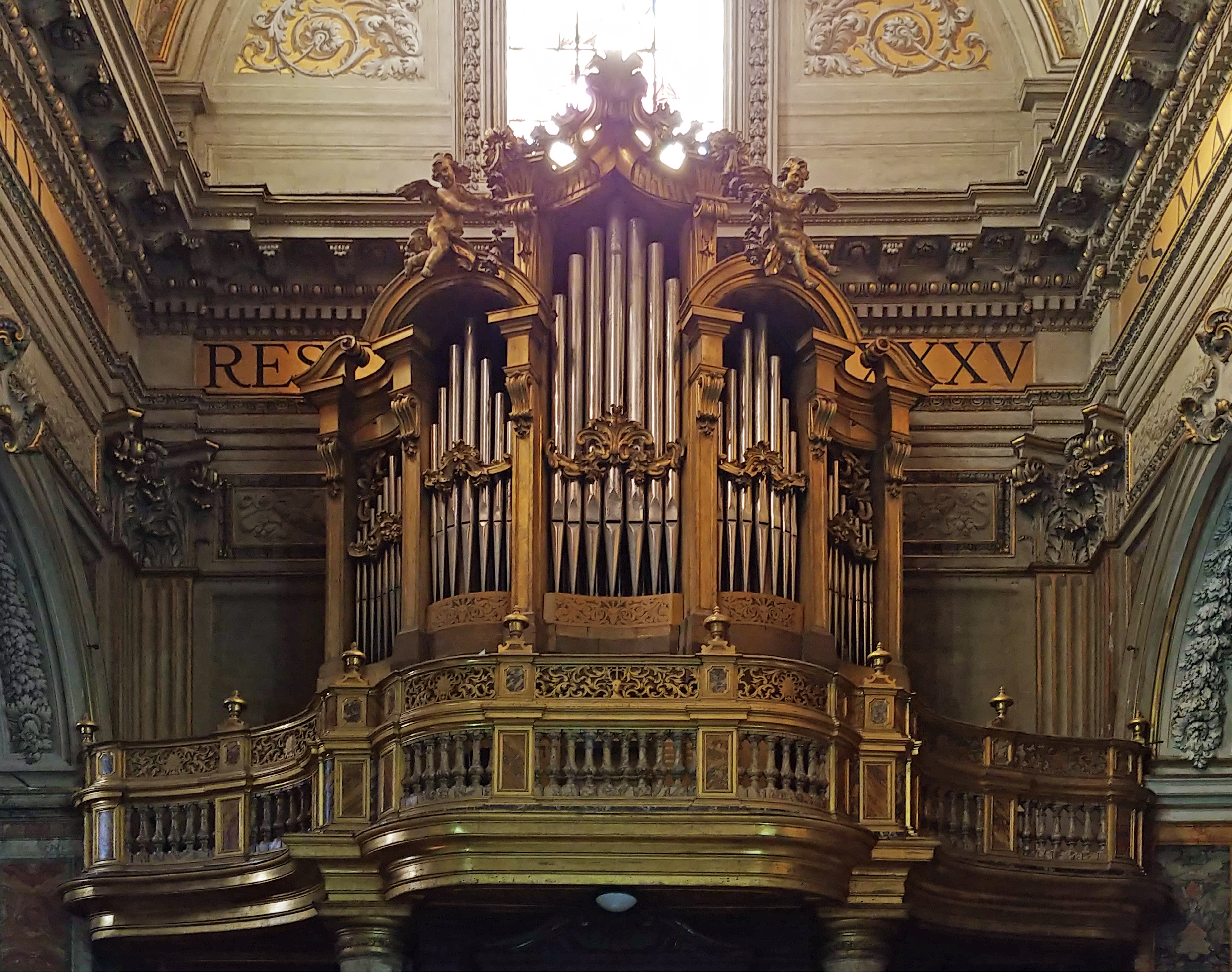
Píšťalové varhany

Na dřevěné kruchtě na protilehlé fasádě, zdobené zlacenými řezbami a sloupy malovanými imitací mramoru, se nacházejí historické píšťalové varhany, které postavili Celestino Testa a Giuseppe Noghel v letech 1747–1749, a které v roce 1767 téměř kompletně přestavěl Johann Conrad Werle. V průběhu 19. a 20. století byly několikrát upravovány a v letech 2002-2003 je filologicky restauroval Francesco Zanin.
Nástroj je umístěn v bohaté barokní dřevěné skříni, která je dílem Bernardina Mammuccariho, Francesca Michettiho a Carla Pacilliho a vyznačuje se rozdělením expozice na pět polí namísto tří, což je pravděpodobně odkaz na toskánské varhanářství. Varhany mají 13 rejstříků na jednom manuálu a pedálu. Ovládají se knoflíky uspořádanými ve dvou řadách po obou stranách pultu ve tvaru okna.

## Pomoc potřebným
V posledním desetiletí 21. století se bazilika Sant'Eustachio stala místem, kde se poskytuje pomoc potřebným. Díky podnikavosti emeritního rektora Dona Pietra Siguraniho jsou skutečně zřízeny tři denní směny jídelny. Bazilika také prošla rekonstrukcí, aby bezdomovcům poskytla odpovídající hygienické zázemí.

## Seznam titulářů (kardinálů jáhnů)
Kardinálové jáhni u kostela sv. Eustachia:
- 1088–1099 ? Gregorio[4]
- 1118–1137 Gregorio, OSB[4]
- 1130– před r. 1134 ? Gaymer[4]
- asi 1134–? Stefano[4]
- 1134–1142 Vassalo
- 1143–1151 Astaldo degli Astalli
- 1152–1157 Ildebrando Grassi, řeholní kanovník
- 1155 nebo 1157–1158 Guido di Crema
- 1158–1165? Pietro di Miso
- 1163?– asi 1182 Ugo Ricasoli
- 1172–1173 Stefano, pseudokardinál antipapeže Kalixta III.
- 1188–1189 Gianfelice
- 1198–1206 Ugolino dei Conti di Segni
- 1216–1219 Aldobrandino Gaetani (nebo Ildebrando)
- 1227–1234 Rinaldo dei Signori di Ienne
- 1231 nebo 1239–1251 Robert Somercote
- tvrzení, že Ramón Nonnato držel tento titulární kostel kolem roku 1240, bylo vyvráceno[10]
- 1244–1256 Guglielmo Fieschi
- 1261–1276 Uberto Coconati
- 1278–1287 Giordano Orsini
- 1288–1297 Pietro Colonna
- 1298–1314 Riccardo Petroni
- 1317–1335 Arnaud de Via, synovec papeže Jana XXII.
- 1329 Giovanni Visconti, pseudokardinál antipapeže Mikuláše V.
- 1342–1361 Bernard de la Tour
- 1371–1381 Pierre Flandrin
- 1381–1390 Francesco Renzio
- 1402–1410 Baldassare Cossa
- 1408–1418 Alfonso Carrillo de Albornoz, pseudokardinál antipapeže Benedikta XIII. (1419–1423)
- 1413–1417 Giacomo Isolani, pseudokardinál antipapeže Jana XXIII. (1417–1420?)
- 1423–1439 uprázdněno
- 1439–1445 Alberto Alberti
- 1440 Alfonso Carrillo de Acuña (nebo Acuña de Carrillo), pseudokardinál antipapeže Felixe V., odmítl jmenování
- 1456–1459 Giacomo del Portogallo
- 1460–1503 Francesco Nanni-Todeschini-Piccolomini
- 1503–1519 Alessandro Farnese; in commendam (1519–1534)
- 1534–1537 Paolo Emilio Cesi
- 1537 Agostino Trivulzio
- 1537–1540 Cristoforo Giacobazzi
- 1540–1552 Guidascanio Sforza
- 1552–1585 Niccolò Caetani
- 1585–1587 Ferdinando de' Medici
- 1587 Filippo Guastavillani
- 1587–1589 Alessandro Damasceni Peretti
- 1589–1592 Giorlamo Mattei
- 1592–1595 Guido Pepoli
- 1595–1617 Odoardo Farnese
- 1617–1621 Andrea Baroni Peretti Montalto
- 1621 Alessandro d'Este
- 1621–1626 Maurizio di Savoia
- 1626–1634 Francesco Boncompagni
- 1634–1637 Ippolito Aldobrandini iuniore
- 1638–1644 Alessandro Cesarini (iuniore)
- 1644 Marzio Ginetti
- 1644 Carlo de' Medici
- 1644–1652 Girolamo Colonna
- 1652–1653 Giangiacomo Teodoro Trivulzio
- 1653–1656 Virginio Orsini
- 1656–1660 Vincenzo Costaguti
- 1660–1664 Lorenzo Raggi
- 1664–1667 Carlo Pio di Savoia mladší
- 1667–1668 Friedrich Landgraf von Hessen-Darmstadt
- 1668–1681 Decio Azzolino iuniore
- 1682–1685 Felice Rospigliosi
- 1686–1696 Domenico Maria Corsi
- 1698–1710 Vincenzo Grimani
- 1712–1716 Annibale Albani
- 1716–1726 Curzio Origo; titulovaný pro illa vice (1726–1737)
- 1737–1770 Neri Maria Corsini
- 1770–1780 Giovanni Costanzio Caracciolo
- 1780–1788 Pasquale Acquaviva d'Aragona
- 1788–1794 Vincenzo Maria Altieri
- 1794–1810 Filippo Carandini
- 1810–1816 uprázdněno
- 1816–1818 Alessandro Lante Montefeltro Della Rovere
- 1818–1828 Giuseppe Albani
- 1828–1832 uprázdněno
- 1832–1857 Luigi Gazzoli
- 1858–1881 Teodolfo Mertel
- 1882–1886 Angelo Jacobini
- 1899–1900 Luigi Trombetta
- 1900–1914 neobsazeno
- 1914–1924 Michele Lega; titulovaný pro illa vice (1924–1926)
- 1926–1930 Carlo Perosi
- 1930–1946 uprázdněno
- 1946–1954 Giuseppe Bruno
- 1954–1958 uprázdněno
- 1958–1965 Fernando Cento, titulovaný pro illa vice
- 1967–1968 Francis John Brennan
- 1969–1978 Giacomo Violardo
- 1978–1991 uprázdněno
- 1991–1993 Guido del Mestri
- 1993–2001 uprázdněno
- 2001– Sergio Sebastiani